# Knie (anatomie)

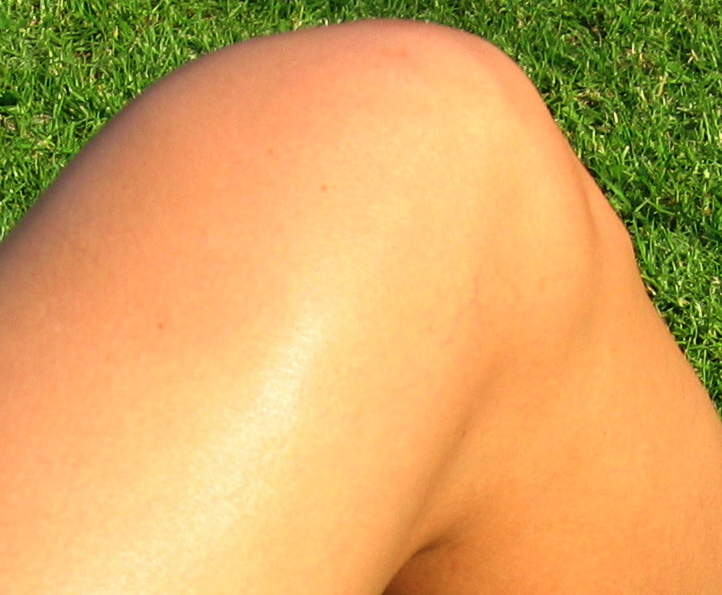
Uitwendig aanzien van de knie

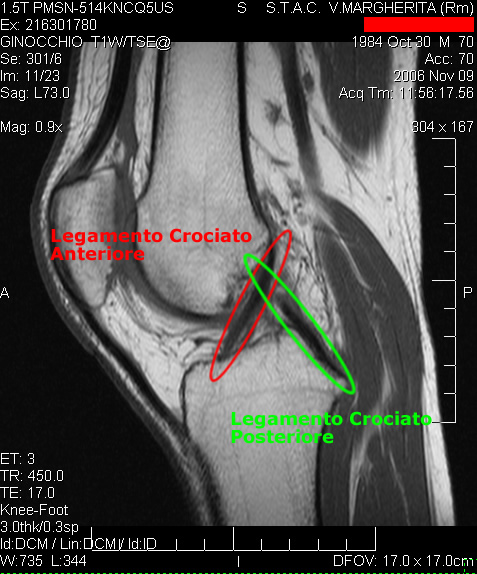
MRI-scanning van de knie. In rood is de voorste kruisband, in groen de achterste kruisband aangegeven

De knie of articulatio genus is een gewricht in de vorm van een scharnierverbinding (articulus bicondylaris) in het menselijk been, dat het scheenbeen (tibia) verbindt met het dijbeen (femur, het bot van het bovenbeen). Deze verbinding wordt aan de voorkant beschermd door de knieschijf (patella). Het kniegewricht bestaat dus uit het femur, de tibia en de patella. Het is het grootste en meest complexe gewricht van het menselijk lichaam.
Met de aanduiding knie wordt ook vaak het gebied van het been bedoeld dat dit gewricht insluit en steunt, dus ook het omliggend weefsel.
Bij gewervelde dieren wordt met de knie een analoge verbinding of deel van het been bedoeld.

## Functie en slijtage
Vanuit het kniegewricht wordt het been gestrekt (extensie) door aanspanning van de bovenbeenspieren, de vierhoofdige dijbeenspier ofwel musculus quadriceps femoris, en gebogen (flexie) door aanspanning van de spieren aan de achterzijde van het bovenbeen, de tweekoppige dijbeenspier, musculus biceps femoris (femur, Latijn = dijbeen) In het populaire taalgebruik heet deze spier de hamstrings.
De voor-achterwaartse stabiliteit in het kniegewricht wordt vooral bereikt door kruislingse banden (de kruisbanden/ligamenta cruciformia) die boven- en onderbeen verbinden. De zijwaartse stabiliteit wordt gewaarborgd door de ligamenta collateralia. Een soepel scharnieren van het bovenbeen ten opzichte van het onderbeen wordt bereikt doordat de knie omvat is in een kapsel en door de aanwezigheid van kraakbeenschijven tussen de scharnierende botdelen (de menisci). Stabiliteit (passief) wordt bereikt door de kniebanden en kruisbanden en (actief) door de bovenbeenspieren.
De bewegingen van de knie verlopen soepel door middel van hyalien kraakbeen. Dit dunne elastische weefsel beschermt het bot en zorgt dat de gewrichtsvlakken gemakkelijk over elkaar kunnen glijden. Men kan in de knie twee soorten gewrichtskraakbeen onderscheiden, namelijk het fibreus kraakbeen van de meniscus en hyalien kraakbeen. Het kraakbeen slijt met de jaren, maar ook door belasting. Kraakbeen heeft vermogen zichzelf te herstellen, maar dit kost tijd omdat er in dit weefsel geen bloedvaten aanwezig zijn die voor de stofwisseling zorgen. Een groot deel van het herstelweefsel zal uit fibreus kraakbeen ontstaan. Het chondrine in fibreus (vezelig) kraakbeen is doortrokken met dicht opeengepakte collageenvezels. Dit maakt het trekvast en drukbestendig en geeft een soepele botverbinding.

## Stabiliteit en mogelijk letsel
Voor de stabiliteit van de knie zorgen:
- het gewrichtskapsel en de banden. Deze houden de botten bij elkaar. Om de wrijving hiertussen te verlagen is er gewrichtssmeer aanwezig welke uit de slijmbeurzen komt. Tijdens activiteiten wordt het gewrichtssmeer (synovia) warmer en zorgt hierdoor voor nog minder wrijving.
- De kruisbanden in de knie. Deze voorkomen verschuiving van het boven en onderbeen, voorwaarts of achterwaarts.
- De spieren. Hoe sterker de spieren rondom de knie des te stabieler de knie is.

Mogelijke letsels aan de knie omvatten:
- Een verzwikking, als gevolg van overbelasting van de kniebanden.
- Een verstuiking, als gevolg van een overbelasting van het kniekapsel.
- Een beschadiging van de meniscus, een berucht "sportersletsel".
- Een kneuzing van de knie.
- Een belasting van de knie: De knie heeft met onze actieve levenswijze veel te verduren. Mogelijke oorzaken van kniepijn zijn sportblessures waarbij knieletsels vaak ontstaan na een ongeval. In een aantal gevallen kan bij deze kwetsuren het kraakbeen beschadigd worden en kan er een kraakbeenletsel ontstaan. Andere oorzaken zijn een overmatige belasting en slijtage in combinatie met bijvoorbeeld spierzwakte en overgewicht.
- Een overbelasting door arbeid: Dit is vooral het geval bij beroepen waarbij mensen veel moeten lopen, traplopen, heffen of bukken. Specifieke blessures komen voor in beroepen waarbij vaak geknield wordt, zoals timmerman, stratenmaker en tapijtlegger. Een remedie is speciale kniebescherming te dragen.
- Een kruisbandletsel
- Een letsel aan de binnenste knieband, bijvoorbeeld opgelopen door trampolinespringen

Vaak voorkomende klachten:
- Een pijnlijke knie, een blokkering of zwelling van de knie.
- Soms heeft men het gevoel door de knie te zakken of voelt men zich onzeker bij het bewegen.

Oorzaak van de pijn:
- De pijn komt niet van het kraakbeen zelf maar van de geïrriteerde weefsels die eromheen liggen of van losgeraakte stukjes kraakbeen. De laag kraakbeen kan geleidelijk verder afslijten met artrose en voortschrijdende immobiliteit tot gevolg, indien kraakbeenletsels niet behandeld worden.

Mogelijke behandeling van kraakbeenletsels:
- Artroscopische reiniging van het kniegewricht.
- Mozaïekplastiek.
- Microfractuur (Ice-picking).
- Autologe Chondrocyten Implantatie.
- Osteochondrale autograften en allograften.